# Радмило Михајловић
Радмило Михајловић (Фоча, 19. новембар 1964) бивши је југословенски и српски фудбалер који је играо на позицији нападача.

## Клупска каријера
Рођен је 19. новембра 1964. године у Фочи. Прве фудбалске кораке је направио у фочанској Сутјесци. Играо је на позицији нападача. Убрзо је примећен његов таленат и наставио је каријеру у сарајевском Жељезничару. За екипу са „Грбавице” је играо пуних пет сезона у периоду од 1983. до 1988. године и на 119 наступа постигао је 62 погодака. У сезони 1986/87. био је најбољи стрелац фудбалског првенства Југославије са 23 постигнута гола. Био је део чувене генерације Жељезничара која је испала у полуфиналу Купа УЕФА од мађарског Видеотона. Није играо реванш сусрет пошто је добио други жути картон.
Каријеру је наставио у загребачком Динаму 1988. године, захваљујући тадашњем тренеру „модрих” Ћири Блажевићу. Играо је само једну сезону, уписао је укупно 31 наступ и постигао 12 голова. Једини је Србин који је био капитен Динама и то на утакмици против Партизана. Интернационалну каријеру је градио у немачкој Бундеслиги, играјући прво за Бајерн из Минхена. Са екипом Бајерна је освојио титулу првака у сезони 1989/90, а постигао је четири гола у првенству. После нешто више од годину дана прешао је у зимском прелазном року сезоне 1990/91, у тада друголигаша Шалке 04. Михајловић је са тимом из Гелзенкирхена освојио другу Бундеслигу и вратио се у елитни ранг такмичења. Постигао је 12 голова на 60 одиграних утакмица за Шалке. Такође је играо за Ајнтрахт из Франкфурта годину дана, али без запаженијег учинка.
У позним фудбалским годинама играо је за јужнокорејски Поханг Стилерс и у кипарском АПОП Пафосу где је завршио играчку каријеру 1998. године. Током 2006. кратко време је био на дужности техничког директора ФК Рад из Београда. Има менаџерску агенцију и ради као скаут углавном у западној Европи.

## Репрезентативна каријера
За репрезентацију Југославије је играо на шест утакмица и постигао један гол. Дебитовао је 29. октобра 1986. на утакмици против Турске у квалификацијама за одлазак на Европско првенство у Немачкој. Једини погодак у дресу државног тима Михајловић је постигао у сусрету против Швајцарске, одиграном у Луцерну 24. августа 1988. године. У тој утакмици Југословени су победили са 2:0. Последњи меч за Југославију је одиграо 13. децембра 1989. у Лондону против Енглеске.

## Статистика каријере

### Наступи за репрезентацију
| #  | Датум              | Место   | Противник       | Резултат | Гол | Такмичење                                 |
| -- | ------------------ | ------- | --------------- | -------- | --- | ----------------------------------------- |
| 1. | 29. октобар 1986.  | Сплит   | Турска          | 4:0      | 0   | Квалификације за Европско првенство 1988. |
| 2. | 29. август 1987.   | Београд | Совјетски Савез | 0:1      | 0   | Пријатељска                               |
| 3. | 4. јун 1988.       | Бремен  | Западна Немачка | 1:1      | 0   | Пријатељска                               |
| 4. | 24. август 1988.   | Луцерн  | Швајцарска      | 2:0      | 1   | Пријатељска                               |
| 5. | 5. април 1989.     | Атина   | Грчка           | 4:1      | 0   | Пријатељска                               |
| 6. | 13. децембар 1989. | Лондон  | Енглеска        | 1:2      | 0   | Пријатељска                               |

## Трофеји
- Бајерн Минхен
  - Бундеслига: 1989/90.
  - Суперкуп Немачке: 1990.
- Шалке 04
  - Друга Бундеслига: 1990/91.
- Индивидуални
  - Најбољи стрелац Првенства Југославије: 1986/87.

## Приватан живот
Ожењен је Зорицом Михајловић и са њом има двоје деце, сина Стефана и кћерку Стефанију. Радмилов син Стефан је исто фудбалер, играо је за Црвену звезду, Рад, Борац Чачак и Војводину.